# 血染好萊塢
《血染好萊塢》（英語：Hollywood's Bleeding）是美國歌手波兹·马龙的第三張錄音室專輯。專輯由聯眾唱片於2019年9月6日發行。專輯找來安德魯·瓦特、BloodPop、布莱恩·李、Carter Lang、DJ Dahi、埃米爾·海尼、弗蘭克·杜克斯、Happy Perez、Jahaan Sweet、路易斯·貝爾、Matt Tavares、尼克·米拉、Wallis Lane和馬龍本人等人製作，是張帶有嘻哈與流行風格的專輯。